# Vulkaneifel (district)
Districtul Vulkaneifel (până în 31 decembrie 2006 „Landkreis Daun“) este un Kreis în landul Renania-Palatinat, Germania.